# Asprángeloi
Asprángeloi (Asprangeli, Asprangeloi) är en kommunhuvudort i Grekland.   Den ligger i prefekturen Nomós Ioannínon och regionen Epirus, i den nordvästra delen av landet, 300 km nordväst om huvudstaden Aten. Asprángeloi ligger 1 209 meter över havet och antalet invånare är 165.
Terrängen runt Asprángeloi är huvudsakligen kuperad, men åt sydost är den bergig. Asprángeloi ligger uppe på en höjd. Runt Asprángeloi är det ganska tätbefolkat, med 52 invånare per kvadratkilometer. Närmaste större samhälle är Eleoúsa, 14,1 km söder om Asprángeloi. Trakten runt Asprángeloi består till största delen av jordbruksmark.